# Ancien auditoire royal de Châtillon-sur-Seine
L'ancien auditoire royal de Châtillon-sur-Seine dit aussi Bailliage de la montagne est un bâtiment du XVIe siècle qui a accueilli pendant 76 ans les collections de la bibliothèque municipale transférées à la nouvelle médiathèque de la ville en 2022.

## Localisation
L'ancien auditoire royal de Châtillon-sur-Seine est situé 9 rue des Avocats à Châtillon-sur-Seine en Côte-d'Or (France)

## Historique
Le Bailliage de la Montagne ou Auditoire royal est un bâtiment de 1025 m² habitables du XVIe siècle qui fut l'hôtel de ville du quartier du Bourg et de Chaumont par arrêté royal de Louis XIII en 1638, le présidial et chambre de police au XVIIIe siècle, tribunal de Grande Instance sous la Révolution française, prison de 1805 à 1926 avant de recevoir la bibliothèque municipale de 1945 à 2021.
Il est classé Monument historique depuis le 4 juin 1993 et inscrit à l'Inventaire général de la Région Bourgogne-Franche-Comté. Le bâtiment est cédé au privé par la ville en 2022.

## Architecture
Depuis sa construction en 1619, le bâtiment a connu des remaniements. Il a notamment reçu en réemploi de la maison de Charité détruite en 1940 une élégante grille d'entrée à deux battants en fer forgé datant du XVIIIe siècle. Le document de vente établi par la mairie en 2021 le décrit comme «logis avec haute tourelle octogonale d’escalier en saillie sur la façade sud et tourelle en avancée côté nord accolée à la façade avec porte d’entrée à pilastres, fenêtres à meneaux et traverses moulurées».